# Rio Xavante (vattendrag i Brasilien)
Rio Xavante är ett vattendrag i Brasilien.   Det ligger i delstaten Tocantins, i den centrala delen av landet, 500 km norr om huvudstaden Brasília.
Omgivningarna runt Rio Xavante är huvudsakligen savann. Trakten runt Rio Xavante är nära nog obefolkad, med mindre än två invånare per kvadratkilometer.